# Casarão de Othon Lynch Bezerra de Mello
O Casarão de Othon Lynch Bezerra de Mello é um palacete histórico localizado na cidade do Recife, capital do estado brasileiro de Pernambuco. Funciona atualmente como um restaurante.

## História
O casarão de número 471 da Avenida Rui Barbosa (antiga Estrada dos Manguinhos), no bairro das Graças, foi a residência do usineiro Othon Lynch Bezerra de Mello, fundador da rede de hotéis Othon, entre outros empreendimentos.

## Casarão Colonial
Construído em torno de 1850, em estilo classicista imperial,  surgia o sobrado de arquitetura oitocentista do tipo chácara ou solar, mesclando características que resguardavam estreita relação com a arquitetura colonial com a fase inicial do gosto classicista imperial. A primeira versão do casarão possuía poucos detalhes ornamentais nas fachadas, mas simetria e regularidade em sua composição. 
O térreo por suas característica deve ter sido usado como estrebarias, depósitos ou área para serviços. Já o pavimento superior, com piso em tábua corrida e cômodos dimensionados para as salas (de estar e jantar), bem como de quartos, indicavam ser reservado para o usufruto reservado da família e suas visitas sociais.

## Reforma do Casarão
No início do século XX, o casarão passou por um conjunto de reformas para modernização estética e de higienização dos compartimentos internos, seguindo às demandas de saneamento, amparadas nas premissas do Plano de Saneamento do Recife, feitas pelo engenheiro Saturnino de Brito. Estas premissas previam sistemas de abastecimento d´água e de esgotamento sanitário para a cidade e, consequentemente, para as habitações.
O projeto foi feito por Giácomo Palumbo, graduado na Academia de Belas Artes da França, considerando os arquétipos europeus de conforto e beleza.
Na planta do térreo foram mantidas a disposição espacial primitiva, porém otimizando os espaços e instalando as soluções de sanitarismo para os banheiros e para a infraestrutura da cozinha.
Nas fachadas principal e posterior foram adicionados terraços, ampliando a área construída assim como o visual estético do imóvel. Também foi incluída uma sala de música.